# Guibourtia sousae
Guibourtia sousae là một loài rau đậu thuộc họ Fabaceae.
Loài này chỉ có ở Mozambique.